# Sleepless Kao
Sleepless kao（スリープレス・カオ）は、日本のイラストレーター、絵本作家。静岡県沼津市出身。
サンフランシスコ、香港、バンクーバーで制作活動を行い、現在はカナダのバンクーバー在住。
イラストレーター、絵本作家でありながら、コンピューターアニメーションの指導やバンクーバー内の図書館やストアにてワークショップ等も行っている。

## 略歴
ペンネーム・Sleepless Kaoとして知られている。
東京のセツ・モードセミナーにてファションイラストレーションを専攻後、カナダのBCIT(British Columbia Institute of Technology)にてニューメディア、ウェブデベロップメントを専攻。
サンフランシスコ、香港、バンクーバー で制作活動を行う。
BCIT在学中に自作のイラストやオブジェを使用したビデオ作品でBell Sympatico (MSN)や、Panasonic Canada賞を受賞。
2004年　当時、香港の若者から人気を集めていたMilk Magazineに見開きで特集される。
2007年 ショートアニメーション"Duet"を制作。アメリカ、サンディエゴのSan Diego Asian Film Festival、ニューヨークの Asian American International Film Festival、サンフランシスコのS. F. International Asian American Film Festival にて上映。
その後、バンクーバーのNIKKEI TVにてグラフィック、アニメーションの専属担当を務めた。
2010年 バンクーバーの出版社Simply Read Booksよりシンプルな英語を使用した絵本「Duet」「Monchan's Bag」を、2014年には「Emily & the Mighty Om」を出版。ウェブを中心に、バンクーバー内の本屋にて取り扱われている。
一見してかわいい作品が多い中で、ミステリアスな影の部分が描かれた作品も多く、幅広い世代から支持を得ている。
現在は、絵本作家として絵本を出版、イラストレーターとして様々なグッズやイラストを手掛ける傍ら、マックコンピューターを使ったコンピューターアニメーションをバンクーバーの観光名所であるGranville IslandにあるEA Scholarship programにて16~19歳の生徒に指導。 2014年よりThe Bulletin Magazine の編集者に就任。また、同誌にて、バンクーバーで働く日本人を特集する「meets」を連載中。
また、本名のkaori kasai名義では、モデルとしてショーに出演するなど、幅広く活動を行っている。

## エキシビション
日本、バンクーバーはもちろんのこと、サンフランシスコ、ポートランド等でも個展を開催。
近年ではバンクーバーを中心に毎年個展やグループ展を開催。
2020年4月にはカナダ、バンクーバーにあるbranches&knotsにて、同年10月には東京都南青山のSPACE YUIにて新作のエキシビションを行う予定。

## 特集
- 2000年 Loop Magazine(Vancouver, B.C.)
- 2003年 Washington Post(Washington, D.C.)
- 2004年 Milk Magazine(Hong Kong)
- 2005年 Ricepaper Magazine(Vancouver,B.C.)
- 2009年 Giant Robot Magazine(Los Angeles C.A.)
- 2010年 Bulletin Magazine(Vancouver, B.C.)
- 2011年 The Province (Vancouver, B.C.)、Georgia Straight (Vancouver, B.C.)
- 2018年 GALLERY（Japan）